# Alcyonidium hirsutum
Alcyonidium hirsutum är en mossdjursart som först beskrevs av Fleming 1828.  Alcyonidium hirsutum ingår i släktet Alcyonidium och familjen Alcyonidiidae. Arten är reproducerande i Sverige. Inga underarter finns listade i Catalogue of Life.